# Ulls de serp
Ulls de serp (títol original: Snake Eyes) ės una pel·lícula policíaca estatunidenca dirigida per Brian De Palma, estrenada el 1998. Ha estat doblada al català.

## Argument
Al Palau dels esports de Atlantic City, la multitud ha vingut per assistir al combat del segle, oposant dos pesos pesats de la boxa. Però la tarda va a la deriva quan un trets sonen a prop del ring, tocant mortalment el secretari d'Estat de Defensa. La investigació comença sota la direcció d'un inspector més aviat corrupte, Rick Santoro. Rick intentarà restaurar la seva reputació i salvar la del seu amic Kevin Dunne, encarregat de la seguretat del secretari d'Estat, absent en ell drama.
Intrigat pel fet que el boxador favorit deliberadament « cau » en l'instant fatídic, facilitant així el treball de l'assassí, Santoro porta la seva investigació.

## Repartiment
- Nicolas Cage: inspector Richard "Rick" Santoro
- Gary Sinise: Gilbert Powell
- Carla Gugino: Julia Costello
- Stan Shaw: Lincoln Tyler
- Kevin Dunn: Lou Logan
- Luis Guzmán: Cyrus
- Joel Fabiani: Charles Kirkland
- David Anthony Higgins: Ned Campbell
- Mike Starr: Walt McGahn

## Producció

### Guió
Després de l'èxit de Missió: Impossible, Brian De Palma i el guionista David Koepp, també guionista de Atrapat pel passat, desitgen tornar a treballar junts. El guionista té la idea d'un crim que hauria vist de diversos punts de vista diferents, idea que 
| « | sempre ha interessat | » |

 Brian De Palma. Ell hi afegeix un personatge de 
| « | dolent | » |

, el de Gilbert Powell, inspirat en Howard Hughes, sobre qui ha començat a documentar-se per a un projecte de biografia: un home que per negociar els seus contractes portava els representants del Ministeri de la Defensa a Las Vegas, en un remolí de festes i de noies El guionista es troba a Califòrnia i el realitzador a Nova York, els dos homes comencen a treballar per correu electrònic per definir el marc de la història a partir del qual David Koepp escriu el guió.

### Càsting
Abans d'haver optat per Gary Sinise, el paper de Kevin Dunne ha estat proposat a Will Smith. Lisa Spoonhauer va fer una audició per al paper de Julia Costello.

### Rodatge
El rodatge ha tingut lloc a Atlantic City i Egg Harbor Township a Nova Jersey, així com a Montreal (sobretot al Fòrum de Mont-real).

L'acció és situat a Atlantic City perquè és una ciutat que De Palma coneix bé de la seva joventut i on ha presenciat l'arribada dels casinos. Atlantic City, contràriament a Las Vegas, no ha estat creada per esdevenir una ciutat de casino, ja que existia abans. Segons De Palma ha perdut la seva autenticitat amb aquesta arribada qui l'ha desfigurat, fent-la passar del paradis a la terra a l'infern: 
| « | tot el que hi havia de maco ha desaparegut | » |

 » Ha desitjat sempre fer un film que testifica aquesta violenta degradació.